# Васкес, Фернандо
Фернандо Васкес Пена (исп. Fernando Vázquez Pena; род. 24 октября 1954, Эль-Пино, Галисия) — испанский тренер, известный по работе с рядом клубов из Сегунды и Примеры, а также со сборной Галисии.

## Карьера
В молодости играл за команды «Арсуа», «Негрейра» и «Спортинг Лампон». В 1980-е годы Васкес занялся тренерской деятельностью. В 1986 году Фернандо официально возглавил клуб «Лалин», а спустя пять лет перешёл в более именитый «Расинг Ферроль». С 1994 по 2004 год тренер успел поработать со множеством команд, большинство из которых представляло Ла Лигу. С «Сельтой» он добился выхода в Кубок УЕФА 2005/06.
Васкес был уволен с поста главного тренера «Сельты» 9 апреля 2007 года, после чего полностью сконцентрировался на работе со сборной Галисии, которую он тренировал ещё с 2005 года. В феврале 2013-го стало известно, что Фернандо Васкес стал новым тренером клуба «Депортиво Ла-Корунья». Летом 2014 года Васкес был уволен.

## Ссылка
- Профиль на сайте bdfutbol Архивная копия от 6 августа 2014 на Wayback Machine